# Area naturale protetta di interesse locale Le Balze
L'area naturale protetta di interesse locale Le Balze è un'area naturale protetta della regione Toscana istituita nel 2005.
Occupa una superficie di circa 1000 ha nella provincia di Firenze.